# AN/BQR-7
AN/BQR-7 — американская пассивная шумопеленгаторная гидроакустическая станция (ГАС). Работает в диапазоне от 50Гц до 5кГц. Конформная антенна станции состоит из 52 групп гидрофонов. В состав расположенной вертикально группы высотой 50 дюймов (1270 миллиметров) входит три гидрофона DT-276. Группы гидрофонов равномерно распределены по носовому обтекателю ПЛ на длину 45 футов (13,7 метра) и имеют зону обзора порядка 270 градусов. Точность обнаружения целей в зависимости от гидрологической обстановки составляет от 1 до 3 градусов. В 1960 году на испытаниях ГАС дизельная подводная лодка, идущая под шнорхелем, была обнаружена на расстоянии 75 морских миль Разработка велась на конкурсной основе. К производству была принята модель корпорации Edo Corp. (на конкурс были представлены модели корпораций Edo и ITT).

## Модификации

### AN/WLR-9E
Модификация, использующаяся в составе ГАК AN/BSY-1

## Носители
АПЛ
- «Thresher/Permit»
- «Sturgeon»
- «Los Angeles»

ПЛАРБ
- «Лафайет»[5]
- «Джеймс Мэдисон»
- «Бенджамин Франклин»